# Skiatos (gmina)
Skiatos (gr. Δήμος Σκιάθου, Dimos Skiatu) – gmina w Grecji, w administracji zdecentralizowanej Tesalia-Grecja Środkowa, w regionie Tesalia, w jednostce regionalnej Sporady. Siedzibą gminy jest Skiatos. W skład gminy, oprócz wyspy Skiatos, wchodzą także wyspy Repi i Tsungrias. W 2011 roku liczyła 6088 mieszkańców.